# 小峯愛未
小峯愛未（1995年2月26日—）是日本的女性聲優，兵庫縣出身，曾長時間待在大阪府。隸屬於星塵傳播。

## 人物
2017年1月開始為聲優團體「SoundOrion」的成員。主色是紅色。
2017年6月開始演出節目。
加入星塵傳播前曾想要當廣播的主持人。

## 演出作品
※粗體字為主要角色。

### 電視動畫
2022年
- CUE!（宇津木聰里）

### 遊戲
2017年
- 放置少女〜百花繚亂的萌姬們〜[1]

2018年
- 月之年代記R（莎朗、凱涅絲[7]）

2019年
- Crash Fever（玉藻[8]）
- CUE!（宇津木聰里[9]）

2020年
- 怪物彈珠（摩亨佐達羅）

### 廣播劇CD
- 清戀 特典廣播劇CD（2017年）[1]
- 福尾美佳與小峯愛未的心跳加速診療室（2017年） ※「認真！Anilove 第10期主題CD」收錄

### 舞台
- 爆走大人小學生 第五回課外授課「GORILLA」（2018年4月18日－22日、中目黑Kinkero Theater）[10]
- 爆走大人小學生 第六回課外授課（2018年6月19日－24日、Cofrelio新宿劇場）[11]
- 爆走大人小學生 第九回課外授課（2019年7月23日－28日、劇場MOMO）[12]

### 廣播
- 小峯愛未的認真！Anilove（2016年－2017年，超!A&G+）主持
- 小峯愛未的認真！Anilove Queen Special（2017年，超!A&G+）主持[13]
- CUE!&A（2019年，文化放送、超!A&G+、A&G TRIBAL RADIO Edison內）以「Moon」成員身分演出

### 電視節目
- 女孩酒吧「WiCKED」（2014年－2015年，NICONICO直播（大阪放送））見習店員 愛未[6]
- （2017年－2018年，東京電視台）第5期生[14]

### 其他
- 跨媒體計劃「泉極志」（2018年，月夜野峰[15][16]）

## 音樂CD

### 角色歌
| 發售日   | 商品名稱           | 演唱名義 | 歌曲                                   | 備註                 |
| 2019年   | 2019年             | 2019年   | 2019年                                 | 2019年               |
| -------- | ------------------ | -------- | -------------------------------------- | -------------------- |
| 11月27日 | Forever Friends    | AiRBLUE  | 「Forever Friends」                    | 遊戲《CUE!》片頭曲   |
| 11月27日 | Forever Friends    | AiRBLUE  | 「」                                   | 遊戲《CUE!》相關歌曲 |
| 11月27日 | Forever Friends    | Moon     | 「Forever Friends」                    | 遊戲《CUE!》相關歌曲 |
| 2020年   |                    |          |                                        |                      |
| 2月12日  | MiRAGE! MiRAGE!!   | Moon     | 「MiRAGE! MiRAGE!!」 「」 「our song」 | 遊戲《CUE!》相關歌曲 |
| 3月25日  | beautiful tomorrow | AiRBLUE  | 「beautiful tomorrow」                 | 遊戲《CUE!》相關歌曲 |
| 3月25日  | beautiful tomorrow | Moon     | 「beautiful tomorrow」                 | 遊戲《CUE!》相關歌曲 |

### 组合成员
1. 1 2  六石陽菜（內山悠里菜）、鷹取舞花（稗田寧寧）、鹿野志穗（守屋亨香）、月居穗乃香（緒方佑奈）、天童悠希（鷹村彩花）、赤川千紗（宮原颯希）、惠庭愛理（飯塚麻結）、九條柚葉（村上真夏）、夜峰美晴（安齋由香里）、神室絢（松田彩希）、宮路真幌（山口愛）、日名倉莉子（鶴野有紗）、丸山利惠（立花日菜）、宇津木聰里（小峯愛未）、明神凜音（佐藤舞）、遠見鳴（土屋李央）
2. 1 2 3  丸山利惠（立花日菜）、宇津木聰里（小峯愛未）、明神凜音（佐藤舞）、遠見鳴（土屋李央）

## 外部連結
- 事務所官方簡歷 （页面存档备份，存于）（日語）
- 星塵傳播聲優部官方BLOG （页面存档备份，存于）（日語）
- 小峯愛未的X（前Twitter）（日語）